# 亚历山大·科诺瓦洛夫
亚历山大·伊万诺维奇·科诺瓦洛夫（俄语：Алекса́ндр Ива́нович Конова́лов，1875年9月17日－1949年1月28日），俄国政治家、企业家。曾在俄国临时政府第一联合政府中以进步党人身份任贸易和工业部长。

## 生平
一战期间，任亚历山大·伊万诺维奇·古契科夫统领下军工委员会的副主席。二月革命后，成为临时政府贸易和工业部长。十月革命后，流亡法国，成为左翼流亡者领袖。二战爆发和德国占领法国后，前往葡萄牙，1941年从葡萄牙移去美国。1947年，回到巴黎后不久去世。